# Acrocephalus arundinaceus
El carricero tordal (Acrocephalus arundinaceus) es un ave de hábitos migratorios perteneciente a la familia Acrocephalidae, dentro del orden de los paseriformes. Habita en zonas húmedas, ríos y lagos de Europa, África y Asia.

## Características
Con sus 18,5 cm de longitud, es la especie europea de silvído palustre de mayor envergadura. El pico es más largo y robusto que el de las restantes especies europeas. La tonalidad del plumaje es marrón oscura en la parte superior y clara en la inferior.

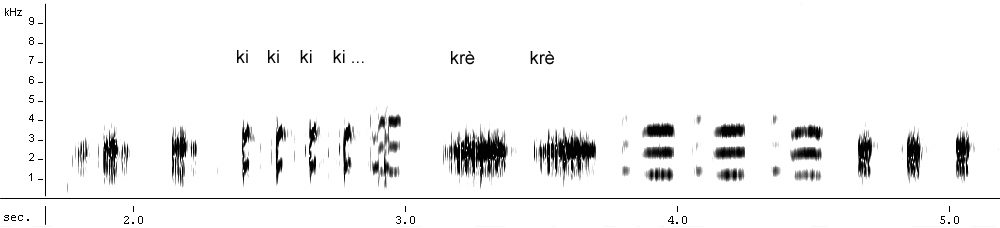
Carricero tordal : espectrograma de canto, Macta (Argelia)

## Distribución
A. arundinaceus se reproduce en Europa y regiones templadas del extremo occidental de Asia. Si bien no lo hace en el Reino Unido, a menudo es posible encontrárselo allí. Su población ha ido en aumento durante las últimas décadas en el Báltico oriental, mientras que se ha vuelto más raro en la parte occidental de su área de distribución. Esta especie migra hacia el norte considerablemente tarde, pudiéndose hallar algunos especímenes en sus refugios invernales aún a finales de abril.  Para estimar el tamaño de las poblaciones de carriceros los recuentos directos de machos territoriales en hábitats adecuados y el muestreo de la proporción de sexos de cada población pueden ser una alternativa adecuada a los modelos predictivos basados en inferencias imperfectas del tipo de hábitat con los que se extrapolan densidades de carriceros a escalas espaciales grandes.

## Hábitos

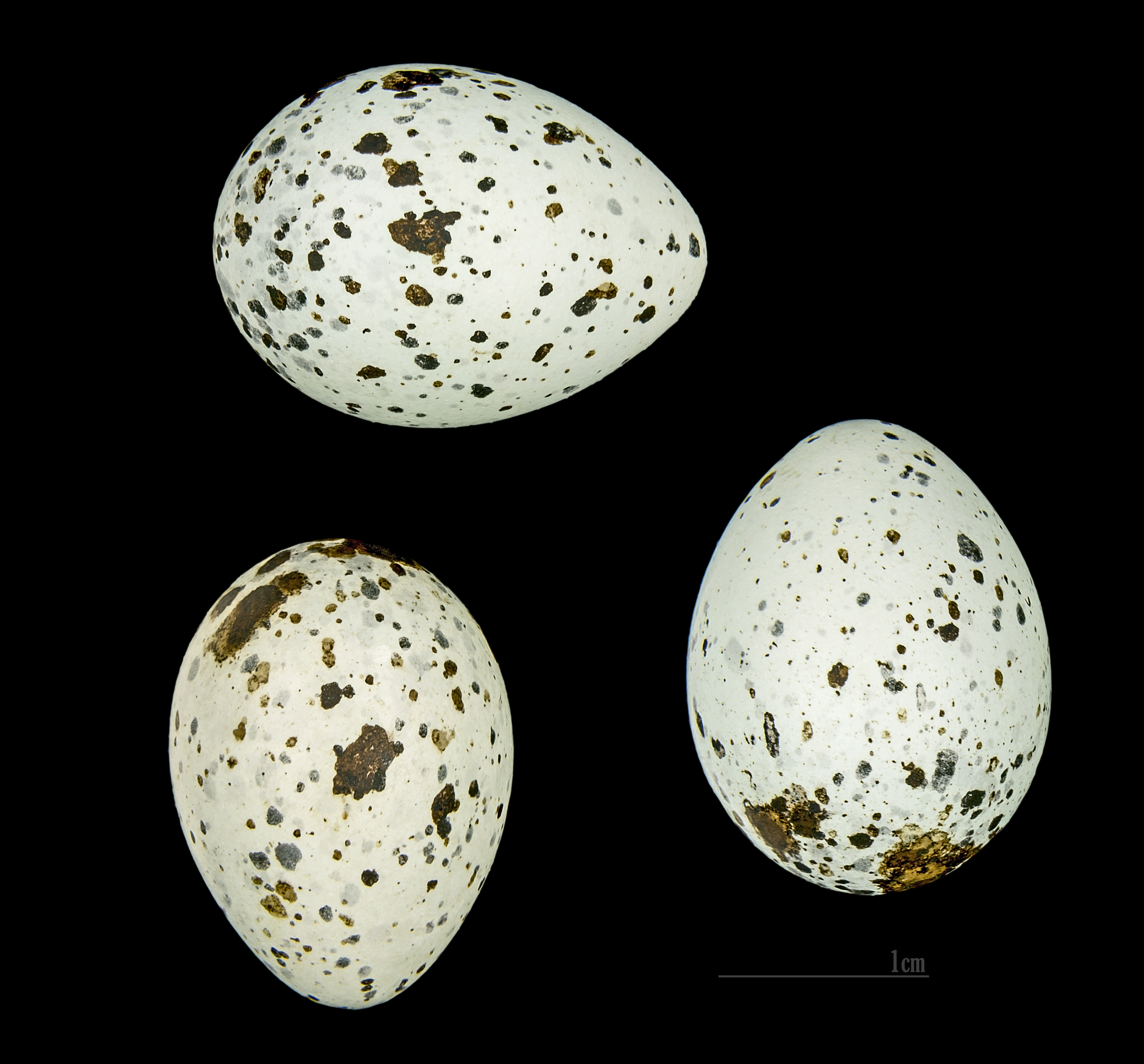
Huevos de Acrocephalus arundinaceus

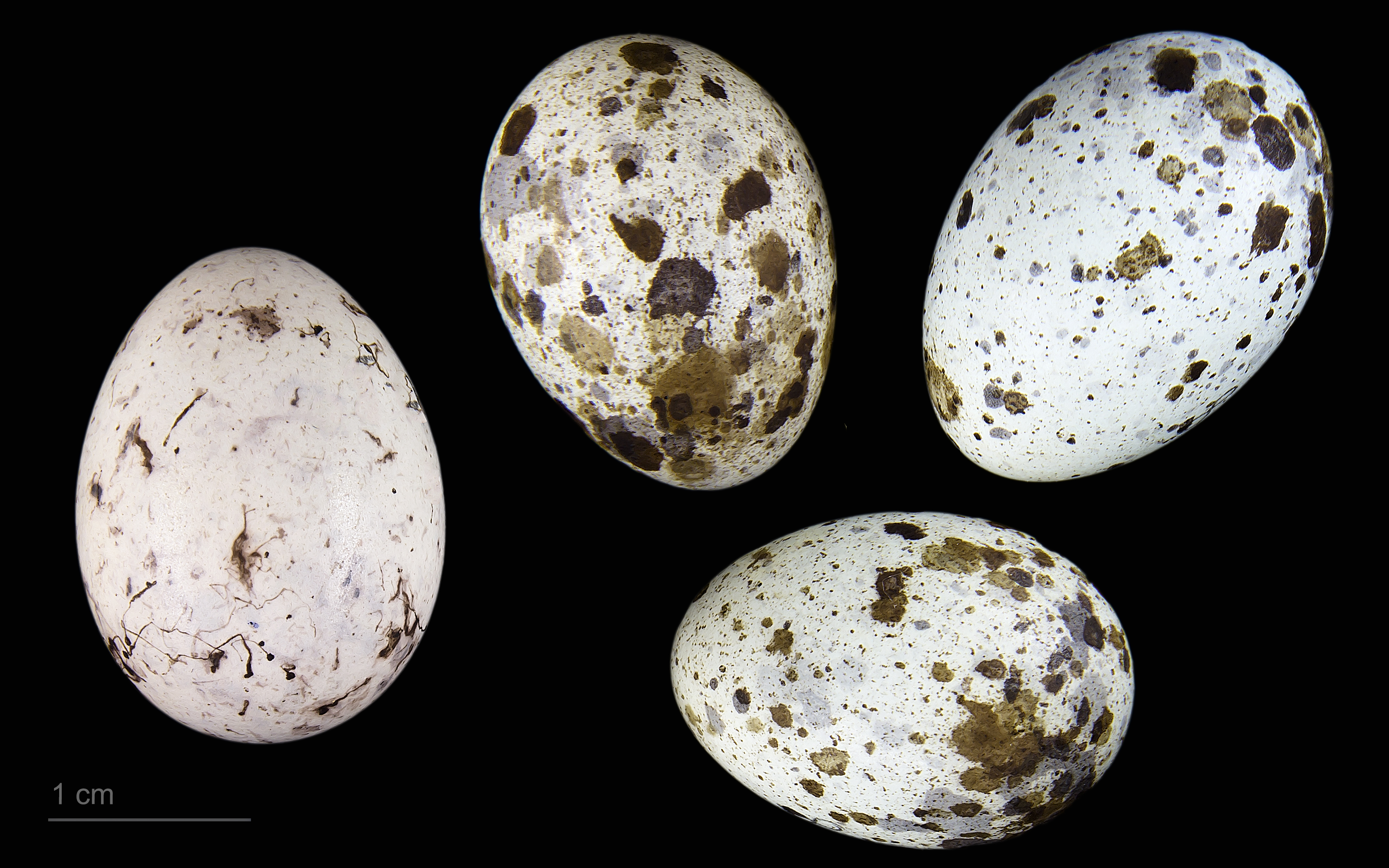
Cuculus canorus canorus en un nido de Acrocephalus arundinaceus - MHNT

Nidifica entre las cañas construyendo un nido a base de sustancias vegetales entrelazadas y lo suspende de los propios carrizos. Realiza una sola puesta anual constituida normalmente por entre cuatro y seis huevos —aunque en raras ocasiones pueden ser tres, que son incubados durante catorce o quince días por ambos progenitores. Los polluelos son criados por sus dos padres y permanecen en el nido durante doce días después de la eclosión. Se alimenta preferentemente de insectos y de otras varias especies de invertebrados, e incluso de vertebrados tales como renacuajos. Se ha avistado también a parejas alimentando a sus crías con pequeños peces. Son territoriales en su zona de reproducción, y pueden observárselos en grandes grupos, ocupando áreas en las que no permiten la presencia de casi ninguna otra ave. Las poblaciones de esta especie sufren notables fluctuaciones a largo plazo. Capaz de multiplicar su número con facilidad al encontrar un nuevo hábitat,  esta ave común y ampliamente distribuida está clasificada como especie bajo preocupación menor.